# Юзефув-Старий (Радомщанський повіт)
Юзефув-Старий (пол. Józefów Stary) — село в Польщі, у гміні Пшедбуж Радомщанського повіту Лодзинського воєводства.
Населення — 156 осіб (2011).
У 1975-1998 роках село належало до Пйотрковського воєводства.

## Демографія
Демографічна структура станом на 31 березня 2011 року:
|          | Загалом | Допрацездатний вік | Працездатний вік | Постпрацездатний вік |
| -------- | ------- | ------------------ | ---------------- | -------------------- |
| Чоловіки | 78      | 21                 | 48               | 9                    |
| Жінки    | 78      | 13                 | 34               | 31                   |
| Разом    | 156     | 34                 | 82               | 40                   |